# Терцо
Тѐрцо (на италиански: Terzo; на пиемонтски: Ters, Терс) е село и община в Северна Италия, провинция Алесандрия, регион Пиемонт. Разположено е на 222 m надморска височина. Населението на общината е 906 души (към 2010 г.).